# Guus Becker
Guus Becker (Batavia (Nederlands-Indië), 11 april 1918 – 2002) was een krontjongzanger. Hij heeft samengewerkt met artiesten als Wieteke van Dort, Gerard Cox en Willem Nijholt, en zong met formaties als De Nachtsirenen en Lief Java.

## Discografie
- De Koempoelan van Tante Lien (1981), met Wieteke van Dort, Elly Ruimschotel, Gerard Cox, Willem Nijholt en Harry Bannink

## Militaire loopbaan
Tijdens de Tweede Wereldoorlog zat Guus Becker bij het KNIL. Hij was Soldaat 2de klasse en functioneerde als motorrijder voor de 1ste Afdeling Houwitsers Artillerie Batavia. Voor de oorlog was hij opzichter van een gasmaatschappij. Zijn broer Fred Becker was destijds ook Soldaat 2de klasse en diende als geweer schutter bij het 10de Bataljon Infanterie Batavia. Beide broers werden echter krijgsgevangenen gemaakt op 8 Maart 1942 tijdens de Slag om Java. 
De twee broers werden later op het schip Tofuku Maru 2 gezet en reisde af, onder erbarmelijke omstandigheden, naar Japan om daar in het werkkamp Sendai 4B in Ohashi, Iwate, te werken in de ijzermijnen van het bedrijf Kamashi. Guus Becker werd in September 1945, niet lang na de Japanse overgave, bevrijd uit het kamp door het Rode Kruis.

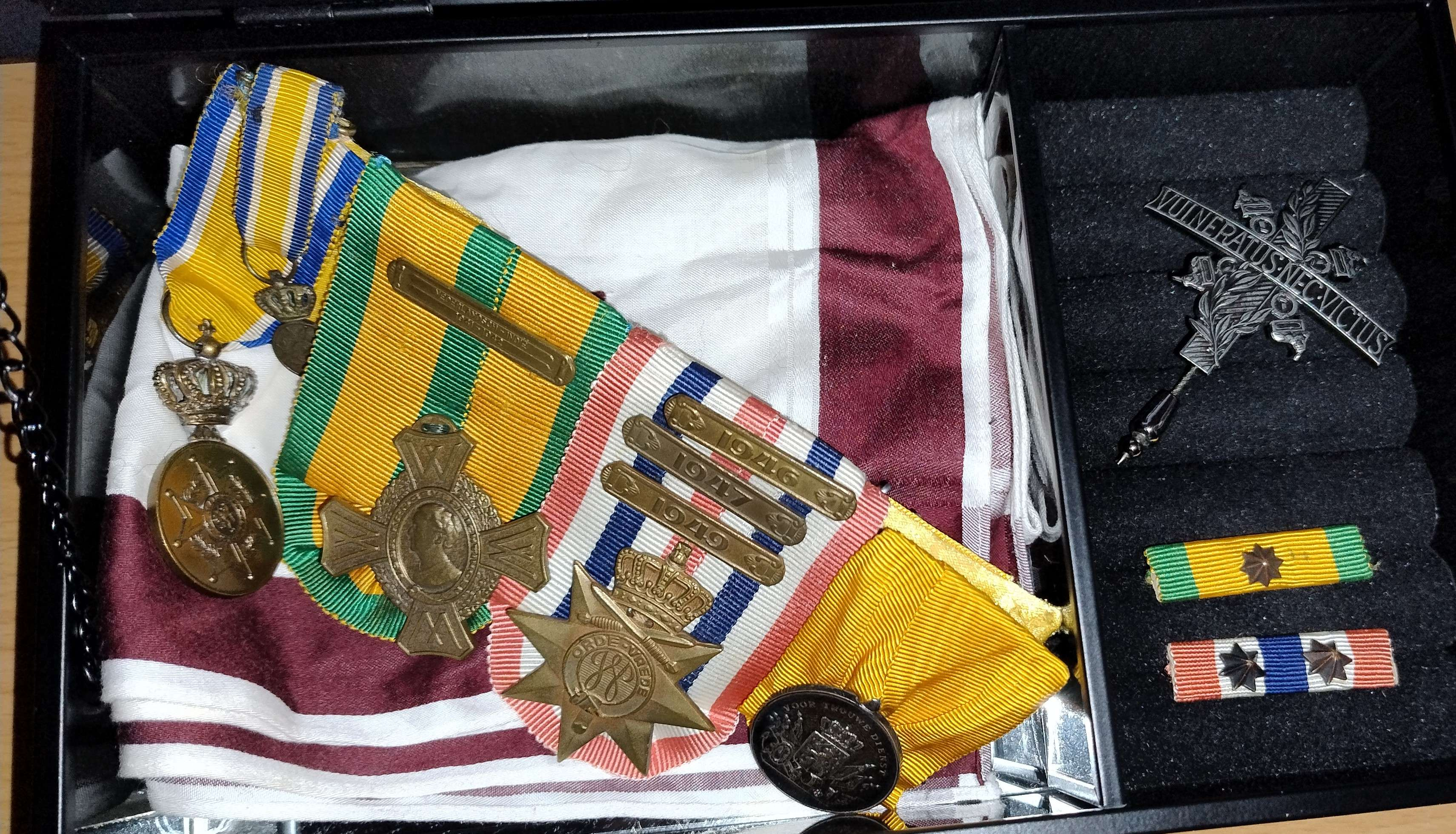
Militaire Medailles van Guus Becker

Verder bronmateriaal is er niet, wel zijn de medailles van Guus overgeleverd aan zijn familie. Hieruit kan men opmaken dat hij na de bevrijding uit Japan is teruggekeerd naar Nederlands-Indië en nogmaals gediend heeft in het KNIL van 1946 tot 1949. Hij heeft de Draaginsigne Gewonden onderscheiding gehad. Verder op zijn Orde en Vrede ereteken heeft hij de gevechtsgespen 1946-1947-1949 staan. Daarnaast heeft hij het Oorlogsherinnering kruis Nederlands-Indië 1941-1942. Verdere toevoegingen zijn het Onderscheidingsteken voor Langdurige, Eerlijke en Trouwe Dienst onder Koningin Juliana en de bronzen Eremedaille in de Orde van Oranje-Nassau.